# Podklášteří
Podklášteří (německy Unterkloster) je část města Třebíče, ve které leží bazilika svatého Prokopa, která je zapsaná v seznamu UNESCO, a Muzeum Vysočiny Třebíč. V části obce žije přibližně 3 300 obyvatel.

## Umístění
Podklášteří se nachází poblíž centra města, na levém břehu řeky Jihlavy. Ze severu je ohraničeno ulicí Lesní, ze západu ulicí Lesní a Za Plovárnou, z jihu řekou Jihlavou a z východu ulicí 9. května.

## Historie
Podklášteří patří k širšímu středu města, je starší místní částí. Původně bylo samostatnou vesnicí a součástí Třebíče se stalo až na počátku 20. století. Také se v Podklášteří nacházel lihovar, ze kterého byl v devadesátých letech kultovní třebíčský hudební klub. Jsou zde i stáje a výběh pro koně.
Město Třebíč plánuje velkou rekonstrukci inženýrských sítí a revitalizaci celé čtvrti.
| Rok            | 1869 | 1880 | 1890 | 1900 | 1910 | 1921 | 1930 | 1950 | 1961 | 1970 | 1980 | 1991 | 2001 |
| -------------- | ---- | ---- | ---- | ---- | ---- | ---- | ---- | ---- | ---- | ---- | ---- | ---- | ---- |
| Počet obyvatel | 971  | 1109 | 1313 | 1325 | 1434 | 1382 | 1420 | .    | .    | .    | 3124 | 3968 | 3899 |

## Památky
- Bazilika svatého Prokopa
- Muzeum Vysočiny Třebíč
- lihovar